# Bathygadus cottoides
Bathygadus cottoides es una especie de pez de la familia Macrouridae en el orden de los Gadiformes.

## Morfología
• Los machos pueden llegar alcanzar los 24 cm de longitud total.

## Hábitat
Es un pez de aguas profundas que vive entre 1000-1600 m de profundidad.

## Distribución geográfica
Se encuentra desde Mozambique hasta Nueva Zelanda.